# Antarctic Conservation Act
L'Antarctic Conservation Act ou Loi sur la conservation de la nature en Antarctique, est une loi américaine votée par le Congrès en 1978 dont l'objectif est le renforcement de la protection des mammifères, des oiseaux et des plantes ainsi que leurs écosystèmes en Antarctique. Les Départements du Trésor, de l'Intérieur et du Commerce sont les instances d'application de cette loi.